# 张中行
张中行（1909年—2006年10月13日），原名张璿，字仲衡，出自《尚书》“在璿玑玉衡，以齐七政”。后因名难认，以字的简化“中行”（《论语》有“不得中行而与之，必也狂狷乎”）行世。河北香河（今天津市武清区河北屯镇石薄庄村）人，著名学者、哲学家，散文家，人民教育出版社编审。

## 生平
1925年自香河县考入京兆师范学校，编在第十二班，并被同学推举为图书管理员。
1935年毕业于北京大学中国语言文学系，曾任教于天津南开中学、保定中学、北平四中、北平贝满女中等校，亦曾主编《现代佛学》期刊。
1949年后任人民教育出版社编辑，从事中学语言教材的编辑。
自二十世纪五十年代初至“文革”结束，历经政治运动的折磨，但坚持探求学问与思考问题，尽管其所思所见多无处发表。
文革后，20世纪80年代出版的多部散文集成为畅销书，从而闻名于世，人称“文坛老旋风”。短短几年就奠定了他散文大家的地位，被季羡林先生称为“高人、逸人、至人、超人”。作品中著名畅播者有《负暄琐话》（《负暄续话》及《负暄三话》）与《顺生论》、《流年碎影》、《说梦草》（诗词集）等，凡有作皆内容深刻，文笔优雅，充满哲理。
文革时曾被遣返故乡，1978年“落实政策”时迁回北京，户口一度落在燕园的女儿家，得与北大老人季羡林、金克木为邻，故后来被合称为“燕园三老”。
他曾与著名作家杨沫曾生有一子一女（子出生未久即夭折），两人因信仰不同而分手。杨沫小说《青春之歌》中的反面人物余永泽以他为原型，文革时反受杨沫牵连但坚持不出恶言，只称“（当时）杨沫革命我不革命。“

## 著作
张中行认为《顺生论》是自己最重要的作品。
- 《文言津逮》福建教育出版社
- 《作文杂谈》人民教育出版社
- 《佛教与中国文学》安徽教育出版社
- 《负暄琐话》黑龙江人民出版社
- 《文言与白话》黑龙江人民出版社
- 《负暄续话》黑龙江人民出版社
- 《禅外说禅》黑龙江人民出版社
- 《诗词读写丛话》人民教育出版社
- 《顺生论》中国社会科学出版社
- 《负暄三话》黑龙江人民出版社
- 《横议集》经济管理出版社
- 《月旦集》经济管理出版社
- 《流年碎影》中国社会科学出版社
- 《散简集存》中国社会科学出版社
- 《望道杂纂〈顺生论〉外编》群言出版社
- 《说八股》（与启功、金克木合著）中华书局
- 《说梦草》北京师范大学出版社
- 《北京的痴梦》北京出版社